# Cantón de Trélon
El cantón de Trélon era una división administrativa francesa, que estaba situada en el departamento de Norte y la región de Norte-Paso de Calais.

## Composición
El cantón estaba formado por doce comunas:
- Anor
- Baives
- Eppe-Sauvage
- Féron
- Fourmies
- Glageon
- Moustier-en-Fagne
- Ohain
- Trélon
- Wallers-en-Fagne
- Wignehies
- Willies

## Supresión del cantón de Trélon
En aplicación del Decreto nº 2014-167 de 17 de febrero de 2014, el cantón de Trélon fue suprimido el 22 de marzo de 2015 y sus 12 comunas pasaron a formar parte del nuevo cantón de Fourmies.